# Cutten
Cutten és una concentració de població designada pel cens dels Estats Units a l'estat de Califòrnia. Segons el cens del 2000 tenia 2.933 habitants.

## Demografia
Segons el cens del 2000, Cutten tenia 2.933 habitants, 1.197 habitatges, i 799 famílies. La densitat de població era de 871,1 habitants per km².
Dels 1.197 habitatges en un 30,6% hi vivien nens de menys de 18 anys, en un 49% hi vivien parelles casades, en un 12,4% dones solteres, i en un 33,2% no eren unitats familiars. En el 24,5% dels habitatges hi vivien persones soles el 8,9% de les quals corresponia a persones de 65 anys o més que vivien soles. El nombre mitjà de persones vivint en cada habitatge era de 2,4 i el nombre mitjà de persones que vivien en cada família era de 2,85.
Per edats la població es repartia de la següent manera: un 23,4% tenia menys de 18 anys, un 10% entre 18 i 24, un 25,8% entre 25 i 44, un 27,4% de 45 a 60 i un 13,4% 65 anys o més.
L'edat mitjana era de 39 anys. Per cada 100 dones de 18 o més anys hi havia 88,4 homes.
La renda mitjana per habitatge era de 35.786 $ i la renda mitjana per família de 42.283 $. Els homes tenien una renda mitjana de 39.545 $ mentre que les dones 21.574 $. La renda per capita de la població era de 19.317 $. Entorn del 8,3% de les famílies i el 13,5% de la població estaven per davall del llindar de pobresa.

## Poblacions més properes
El següent diagrama mostra les poblacions més properes.